# 牛頓鎮區 (愛荷華州布坎南縣)
牛頓鎮區（英語：Newton Township）是位於美國愛荷華州布坎南縣的一個行政鎮區。

## 地方資料
根據2010年美國人口普查的數據，牛頓鎮區的面積為94.09平方千米，當中陸地面積為93.92平方千米，而水域面積為0.17平方千米。當地共有人口423人，而人口密度為每平方千米4.5人。